# A-kant
Een A-kant is een benaming voor een lied dat wordt uitgebracht als een single. De term stamt uit het vinyltijdperk, toen singles verschenen met een A-kant (de hit) en een ander nummer op de B-kant, de achterkant van de single. Sinds de opkomst van de compact disc wordt de term 'A-kant' minder vaak gebruikt.
Naast de gewone A-kant bestaat ook het fenomeen dubbele A-kant. Deze term stamt eveneens uit het vinyltijdperk. Het betekent dat een single twee 'gelijkwaardige' nummers bevat, die allebei worden gepromoot als hit, zonder dat een van de twee nummers de B-kant is. Soms wordt de tweede A-kant echter zo populair, dat deze tot eerste A-kant gepromoveerd wordt.
Voorbeelden van dubbele A-kanten in Nederland zijn:
- We Can Work It Out / Day Tripper van The Beatles (1965)
- Yellow submarine / Eleanor Rigby van The Beatles (1966)
- Penny Lane / Strawberry Fields Forever van The Beatles (1967)
- Eagle / Thank You for the Music van ABBA (1978)
- Rivers of Babylon / Brown Girl in the Ring van Boney M. (1978)
- Als je huilt / Bim bam van André van Duin (1982)
- Bohemian Rhapsody / These Are the Days of Our Lives van Queen (1991)
- Where the streets have no name (I can't take my eyes off you) / How can you expect to be taken seriously? van Pet Shop Boys (1991)
- Those simple things / (What a day for a) Daydream van Right Said Fred (1992)